# NGC 2946
NGC 2946 je galaksija u zviježđu Lavu.

## Vanjske poveznice
- SEDS: NGC 2946